# Marcel Spilliaert
Marcel Spilliaert (Meaux, 4 novembre 1924 – Montpellier, 17 ottobre 1992) è stato un pallanuotista francese.
Ha rappresentato la Francia alle Olimpiadi estive di Londra 1948.